# Доній Сєничак
45°26′ пн. ш. 15°47′ сх. д. / 45.43° пн. ш. 15.79° сх. д.
Доній Сєничак (хорв. Donji Sjeničak) — населений пункт у Хорватії, у Карловацькій жупанії у складі міста Карловаць.

## Населення
Населення за даними перепису 2011 року становило 69 осіб.
Динаміка чисельності населення поселення: